# Сен-Марк (Гаити)
Сен-Марк (фр. Saint-Marc, гаит. креол. Sen Mak) — город на западе Гаити, на территории департамента Артибонит.

## Географическое положение
Расположен на берегу залива Гонаив, примерно в 80 км к северо-западу от столицы страны, города Порт-о-Пренс.
Абсолютная высота — 127 метров над уровнем моря. Важный торговый порт.

## Население
По данным на 2013 год численность населения составляет 89 890 человек.
Динамика численности населения города по годам:
| 1971   | 1982   | 1990   | 1995   | 1997   | 2013   |
| ------ | ------ | ------ | ------ | ------ | ------ |
| 17 231 | 24 165 | 38 053 | 45 683 | 49 128 | 89 890 |

## Транспорт
Соединён со столицей страны национальной трассой № 1.

## Известные уроженцы
- Ниссаж Саже — бывший президент Гаити (1869—1874).
- Марк Луи Безен — и. о. президента и премьер-министр Гаити (1992—1993).
- Вивиан Барбо — квебекская политическая деятельница, депутат Палаты общин Канады, дочь Клемана Барбо.
- Гарсель Бове — американская актриса, певица и фотомодель.

## Города-побратимы
Сен-Марк имеет отношения со следующими городами:
- Лейк-Уэрт-Бич, США
- Саванна, США